# Liste der Monuments historiques in Champtocé-sur-Loire
Die Liste der Monuments historiques in Champtocé-sur-Loire führt die Monuments historiques in der französischen Gemeinde Champtocé-sur-Loire auf.

## Liste der Bauwerke
| Bezeichnung                            | Beschreibung                              | Standort | Kennzeichnung | Schutzstatus | Datum | Bild           |
| -------------------------------------- | ----------------------------------------- | -------- | ------------- | ------------ | ----- | -------------- |
| Château du Pin                         | Schloss, erbaut ab dem 15. Jahrhundert    | (Lage)   | PA49000085    | Inscrit      | 1911  | weitere Bilder |
| Château de Beauchesne                  | Schloss, erbaut im 18. Jahrhundert        | (Lage)   | PA00109015    | Inscrit      | 1977  |                |
| Kirche St-Pierre                       | Erbaut im 14. und 16. Jahrhundert         | (Lage)   | PA00109021    | Inscrit      | 1972  | weitere Bilder |
| Dolmen de la Romme                     |                                           | (Lage)   | PA00109440    | Inscrit      | 1991  | weitere Bilder |
| Reste des Schlosses von Gilles de Rays |                                           | (Lage)   | PA00109016    | Inscrit      | 1926  | weitere Bilder |
| Château de Lancrau                     | Schlosskapelle, erbaut im 15. Jahrhundert | (Lage)   | PA00109017    | Inscrit      | 1963  |                |
| Dolmen du Champ-du-Ruisseau            |                                           | (Lage)   | PA00109018    | Classé       | 1961  | weitere Bilder |

## Liste der Objekte
- Monuments historiques (Objekte) in Champtocé-sur-Loire in der Base Palissy des französischen Kultusministeriums